# Biotremologija
Biotremologija je znanstvena veda, ki preučuje produkcijo, razširjanje in zaznavanje mehanskih vibracij podlage pri organizmih ter vpliv vibracij na njihovo vedenje. To vključuje nevrofiziološke in anatomske osnove produkcije in zaznavanja vibracij podlage ter odnos do medija, skozi katerega se vibracije razširjajo. Vibracije podlage lahko predstavljajo bodisi signale, s katerimi se živali sporazumevajo, bodisi nenamerne znake prisotnosti, ki jih lahko denimo uporabijo plenilci pri iskanju plena (v nekaterih primerih tudi oboje hkrati). V praktično vseh znanih primerih gre za površinsko valovanje, ki se prenaša po mejni plasti podlage, na primer v obliki Rayleighovih ali upogibnih valov. Večina pozornosti je usmerjena na vlogo vibracij podlage pri vedenju živali, vendar je znano, da se tudi rastline dejavno odzivajo na zvok in vibracije, tako da se v tem pogledu biotremologija delno prekriva z rastlinsko bioakustiko. Poleg tega obstaja predpostavka, da tudi druge skupine organizmov, kot so bakterije, dejavno proizvajajo vibracije podlage ali jih vsaj uporabljajo za zaznavanje svoje okolice, vendar so te bistveno manj preučevane.
Tradicionalno so biotremologijo obravnavali kot del bioakustike, zdaj pa se področje aktivno osamosvaja, saj imajo vibracije podlage kot modaliteta številne posebnosti v primerjavi z zvokom. Jasno je, da je vibracijska komunikacija evolucijsko starejša od zvočne in mnogo bolj razširjena, vsaj med členonožci, a sta si obe modaliteti zelo sorodni in se včasih tudi prekrivata. Tudi eksperimentalni pristopi so v veliki meri skupni, a znanstveniki na področju biotremologije pogosto uporabljajo specializirano opremo, kot so laserski vibrometri, da zaznajo šibke vibracijske signale, ki jih oddajajo živali, in elektromagnetne vzbujevalnike v stiku s podlago za poskuse z umetnim predvajanjem.
Večina raziskovalne aktivnosti na tem področju se osredotoča na členonožce in vretenčarje.

## Zgodovina
Ljudje so že stoletja opazovali vibracijsko komunikacijo živali, spoznanje, da lahko vibracije podlage služijo za prenos informacij, pa datira v sredo 20. stoletja. Pionirsko delo je opravil švedski entomolog Frej Ossiannilsson, ki je leta 1949 predstavil teorijo, da so vibracije ključne pri sporazumevanju žuželk. Njegovo delo, s katerim je dokazoval to trditev, je bilo med njegovimi sodobniki spregledano, saj so mnogi zoologi verjeli, da tako majhne živali fizično niso zmožne prenašati informacije skozi trdno podlago. Šele s pojavom dostopnejše tehnologije za digitalno obdelavo signalov več desetletij kasneje so drugi raziskovalci in skupine, med katerimi je slovenski zoolog Matija Gogala, postavili osnove biotremologije. Še vedno ostaja vibracijska komunikacija razmeroma slabo preučena, vsaj v primerjavi z zvočno, delno zato, ker signalov, ki jih proizvajajo živali, ljudje ne moremo zaznati s svojimi čuti.
Kljub temu je že v uporabi ali v aktivnem razvoju več primerov praktične uporabe teh spoznanj, med njimi prekinitev parjenja z uporabo vibracijskega šuma za nadzor škodljivcev, detekcija skritih škodljivcev, kot so žuželke, ki vrtajo po lesu, ter spremljanje stanja populacij žuželk, ki jih je težko zaznati z drugimi metodami.